# 临湘市
临湘市是中国湖南省下辖的县级市，由岳阳市代管，位于湖南省的东北角，东、北两面毗邻湖北省。常住总人口約44万人，市人民政府駐长安街道长安西路33号。区域总面积为1,718.61平方公里。

## 历史
古代属巴陵县地。五代十國马楚（934年–936年）马殷设王朝场，北宋994年置王朝县，至道二年（996年）旋改名为临湘县（名字源于县城北部核心区域临近洞庭湖-湘水入口），县治设于长江之滨的陆城镇，因地处县城边边缘，汛期四周环水，交通不便。1927年酝酿将县治迁长安，是年冬，以王翦波、方经国等人为首具文报省，经省批准，次年成立临湘县新治建设委员会。经过一年多筹备建设，1930年6月15日（农历5月19日）县治正式由陆城迁来长安。1992年9月1日撤县设市，升为临湘市，以原临湘县辖域为临湘市区域。根据60年代以后的行政区域调整，原属临湘县的陆城、云溪等镇被划分为岳阳市云溪区，古今临湘，实际已一分为二。

## 人口
根据第七次人口普查数据，截至2020年11月1日零时，临湘市常住人口433200人。

## 地理
临湘地处长江中游南岸。東部是瑤族聚居地龍窖山，西部则属于洞庭湖平原。年平均气温16℃，降水量1469毫米。

## 文化
由于明清以来，江西移民的大量迁入，临湘方言被划分为赣语大通片，县域北部靠近长江，老县治陆城（民国以前）就在长江岸边，水路发达，迁客骚人多会于此，南部多山，受地形影响从北向南，临湘话演变为了目前的路北、路中、路南三种语调，另：清代以来，由于湖北沔阳（今仙桃）地区移民大量汇入，路北方言受到西南官话冲击。特别是江南镇、黄盖湖镇基本为江北移民，流行西南官话，与长江对岸的湖北洪湖话一致；1949年以后，沿江地区有大量来自益阳等湖南省内地区的农垦移民。
由于移民构成，临湘兼有湖湘文化、赣文化、荆楚文化的特色交融。从史迹来看，临湘乃至岳阳县地区的大多数居民都为江西北部移民，至今方言仍有相通之处，移民时间则集中在明清二代。
以地势条件的不同，临湘人的性格与方言一样形成了渐变局面，路北路中处于行政中心，地处茶马古道，经济较为发达，自古尚文，聂市人张尚阳为了读书，赴京拜鲁中道为师，后与宋仁宗升平公主结为伉俪，为岳州第一驸马，云溪（今岳阳云溪区）人刘璈是著名湘军文官，辅佐左宗棠收复新疆有功，被选为台湾兵备道；路南因地处山区，民风稍悍，自古尚武，桃林人方兴是南宋著名抗元将领，而清末临湘的几次农民起义，如桃林李家村太平军起义（1852年）、横铺老屋卢廉坡起义（1862年）也均发生在路南。
因地处中部山区，自古资源丰富且自给自足，移民心理上又渴求安定，因而形成了临湘人多善少恶，重于礼而轻于浮的保守、淳朴性格。典型的事例即清光绪二十五年（1899），清廷曾拟建埠于陆城新港。当时县境风气闭塞，士民集会反对，并请乡绅吴獬（清末湖湘学派著名人士，桃林人）赴鄂遏见张之洞，请求建埠他处，遂改在城陵矶建埠，这使得近代临湘失去了一次经济进步的机会。

## 行政区划
临湘市下辖4个街道办事处、10个镇：
长安街道、桃矿街道、五里牌街道、云湖街道、忠防镇、聂市镇、江南镇、桃林镇、长塘镇、白羊田镇、詹桥镇、黄盖镇、羊楼司镇和坦渡镇。

## 政治

### 现任领导
| 机构     | 临湘市人民政府 市长 | · 中国共产党 · 临湘市委员会 · 书记 | 临湘市人民代表大会 常务委员会 主任 | · 中国人民政治协商会议 · 临湘市委员会 · 主席 |
| -------- | ------------------- | ---------------------------------- | ---------------------------------- | -------------------------------------------- |
| 姓名     | 刘琦                | 王文华                             | 李其报                             | 彭海云                                       |
| 民族     | 汉族                | 汉族                               | 汉族                               | 汉族                                         |
| 出生地   | 湖南省              | 湖南省华容县                       | 湖南省                             | 湖南省                                       |
| 出生日期 | 1969年10月（55歲）  | 1969年1月（56歲）                  | 1967年1月（58歲）                  |                                              |
| 就任日期 | 2021年10月25日      | 2021年7月17日                      | 2021年10月25日                     | 2021年10月24日                               |

## 交通
- 京广铁路、京广高速铁路横贯市境。
- 107国道、 京港澳高速、 杭瑞高速、 临长高速公路贯穿市境。

## 物产
经济以农业为核心，主产稻谷、棉花、油料等，特产茶叶。矿藏主要有煤炭、石材白云石等。还有数个林场，多为人工林。